# John D. Collins
John D. Collins, właśc. John Christopher Dixon (ur. 2 grudnia 1942 w Londynie) – brytyjski aktor, występował w serialu ’Allo ’Allo!, w którym wcielił się w rolę angielskiego lotnika Fairfaksa. Wielokrotnie pojawiał się w serialach produkowanych przez Davida Crofta, w których łącznie wcielił się w rolę aż dziesięciu postaci.
Collins zagrał także między innymi w Tak jest, panie ministrze oraz Doktor Who. Występował w sztukach teatralnych Ryszard III, Mousetrap oraz Król Lear.

## Filmografia
- 1968: Powrót Draculi jako student w karczmie
- 1969: Święty jako Chick
- 1973: Cudowny dzieciak jako dr Boyde
- 1982–1985: Tylko głupcy i konie jako policjant rzeczny
- 1982–1992: ’Allo ’Allo! jako Fairfax
- 1983: Doktor Who jako Talor
- 1988–1993: Pan wzywał, milordzie? jako Jerry
- 1994: The Best of ’Allo ’Allo! jako Fairfax
- 2007: Powrót ’Allo ’Allo! jako Fairfax